# Ejército de Voluntarios

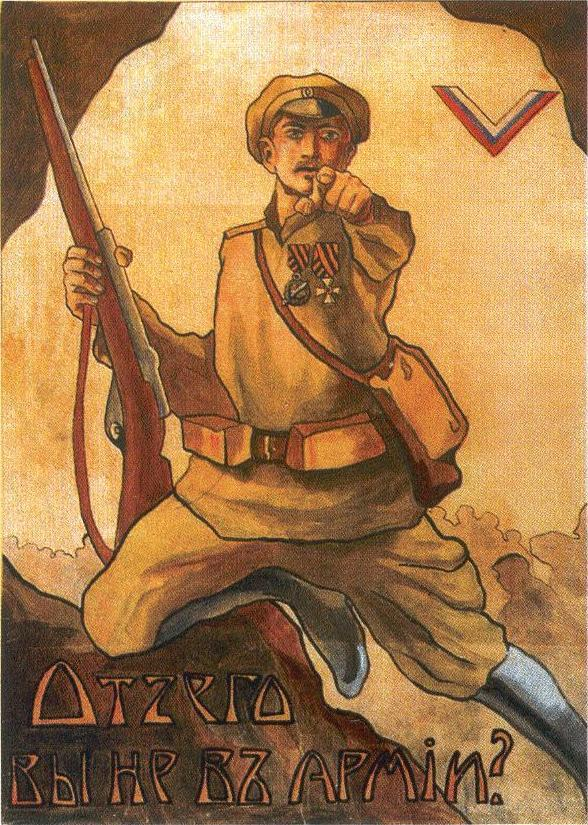
«¿Por qué no estás en el ejército?». Cartel de reclutamiento del Ejército de Voluntarios durante la guerra civil rusa.

El Ejército de Voluntarios (ruso: Добровольческая армия, Dobrovólcheskaya Armia) fue uno de los primeros ejércitos del Movimiento Blanco creado durante la guerra civil rusa, el principal de ellos, el de mayor duración, el que gozó de una mejor dirección y de una administración más estable. Tuvo como principal teatro de operaciones el sureste de Rusia de 1918 a 1920. Dirigido originalmente por el antiguo jefe del Estado Mayor ruso Lavr Kornílov hasta su muerte en combate en abril de 1918, quedó más tarde al mando del general Antón Denikin que dirigió las principales campañas hasta abril de 1920, cuando le sucedió el último de sus comandantes, el barón Piotr Wrangel, hasta su desaparición en noviembre de 1920.
El Ejército lo fundaron Mijaíl Alekséyev y Lavr Kornílov, antiguos jefes del Estado Mayor del Ejército Imperial ruso, entre noviembre y diciembre de 1917, con la ayuda del general y atamán de los cosacos del Don, Alekséi Kaledín, para oponerse al Gobierno bolchevique surgido de la Revolución de Octubre. Las primeras semanas, el crecimiento de la formación fue lento y, a pesar de combatir a los bolcheviques en el Don junto a los cosacos, no pudo evitar la caída de la región en manos de estos a comienzos de 1918 y la retirada a la estepa de Kubán. Entre febrero y mayo de 1918, la formación disputó la durísima primera campaña del Kubán en la que no logró su objetivo de conquistar la capital de la región y perdió a Kornílov, pero que le permitió sobrevivir y reagruparse nuevamente al sur de Rostov al finalizarla en la primavera. En esta época la ocupación alemana de Ucrania la protegió de los ataques bolcheviques y los cosacos del Don le suministraron armas y dinero, a pesar de las tensas relaciones entre ambas fuerzas.
En la segunda campaña en el Kubán del verano y el otoño de 1918, protegida su retaguardia por las formaciones alemanas que ocupaban Ucrania y el ejército de los cosacos del Don, las fuerzas de Denikin se apoderaron de la región tras reñidos combates y aislaron a las fuerzas soviéticas del Cáucaso, que destruyeron a finales de año y comienzos de 1919. La expansión por el Kubán y el Don hicieron del Ejército una fuerza mayoritariamente cosaca dirigida por un mando de antiguos oficiales zaristas con los que solo compartía objetivos parcialmente. La derrota de los Imperios Centrales permitió además la llegada de ayuda aliada, fundamental para el Ejército, que carecía de grandes regiones industriales para abastecerse.
El Ejército realizó apreciables conquistas durante la primavera y el verano de 1919, tanto en Ucrania, donde no solamente rechazó la ofensiva soviética sobre el Donbáss, sino que alcanzó el Dniéper, como en el este y en el norte. El 3 de julio, tras la toma de la importante plaza fuerte de Tsaritsyn junto al Volga, Denikin decidió concentrar sus fuerzas en un rápido avance en pinza hacia Moscú.
Las fuerzas de Denikin avanzaron velozmente hacia Moscú a comienzos del otoño, pero el contraataque soviético de octubre detuvo su avance y a comienzos de 1920 había logrado recuperar todo el territorio hasta el Don y desatar la desbandada de las fuerzas «blancas». Los intentos de sostener el frente del Don y de mantener el control de Kubán resultaron infructuosos. En abril las bases del movimiento cayeron en manos de los soviéticos. El movimiento sufría una serie de importantes carencias: sus tropas eran escasas; su organización, deficiente; y carecía del apoyo mayoritario de la población. Por añadidura, sus relaciones con las demás fuerzas antibolcheviques de la región eran malas, debido fundamentalmente al nacionalismo ruso del Ejército, hostil al de estas.
Wrangel relevó a Denikin al frente del movimiento tras la desordenada evacuación del Kubán. Logró recomponer el ejército y, entre abril y octubre, llevar la iniciativa frente a los soviéticos con una serie de ofensivas de resultados diversos, en parte gracias a la concentración de las unidades soviéticas en la guerra polaco-soviética. Sus intentos de reforma política, por el contrario, fueron vanos y, cuando Moscú consiguió concentrar fuerzas muy superiores al terminar el conflicto con Polonia en octubre, tuvo que evacuar definitivamente Crimea.

## Formación del Ejército de Voluntarios

### Alekséyev y la nueva organización antibolchevique
El Ejército de Voluntarios surgió de manos de los generales Kornílov y Alekséiev, antiguos jefes del Estado Mayor ruso, en los meses de noviembre y diciembre de 1917 en la ciudad de Novocherkask (en la Óblast de Rostov), como respuesta a la Revolución de Octubre que había aupado a los bolcheviques al poder. Alekséyev era uno de los militares más respetados del país y Kornílov se había convertido en el ídolo de los más decididos antibolcheviques gracias a su fallido golpe de Estado del verano de 1917. El Ejército lo formaron, en un primer momento, oficiales, cadetes (alumnos de las escuelas de oficiales) y, más tarde, cosacos, campesinos y simples soldados; todos ellos voluntarios. La mayoría de los oficiales, a diferencia de la población, eran monárquicos, aunque oficialmente el movimiento no defendía la restauración. La formación, hostil no solo a los bolcheviques, sino también al resto de agrupaciones socialistas y a los partidarios del desaparecido Gobierno provisional ruso, nació como una fuerza antialemana que consideraba a los bolcheviques como meros agentes del imperio germano y defendía la continuación de la participación rusa en la guerra mundial.
La organización original, formada antes de llegada en diciembre de los generales fugados de su encierro en el monasterio de Byjov tras el fracaso del golpe de Kornílov, recibió inicialmente el nombre de «Organización Alekséyev» debido a los desvelos de este, su fundador. Alekséyev había llegado a la capital cosaca del Don el 17 de noviembre, después de abandonar clandestinamente Petrogrado dos días antes y haber dado orden a uno de sus edecanes de enviar oficiales a la ciudad con los que poder formar una nueva organización militar que pudiese enfrentarse a los bolcheviques. Cientos de oficiales viajaron en compañía de una enfermera con papeles falsos a Novocherkask para unirse a Alekséyev en los dos últimos meses de 1917. A diferencia de Kornílov, sin embargo, Alekséyev no consideraba el enfrentamiento puramente militar, sino que otorgaba importancia al aspecto político del conflicto y deseaba formar un Gobierno fuerte en el sur de Rusia para oponerse al de los bolcheviques.
El primer escuadrón se formó el día de la llegada de Alekséyev a Novocherkask, el 17 de noviembre, que se tomó como fecha de fundación del Ejército. Estos primeros cuarenta oficiales se instalaron en un hospital sin enfermos que les cedió Kaledín. A finales de noviembre, los voluntarios, que se alistaban por cuatro meses y no recibían paga sino solo comida, habían alcanzado los trescientos, pero el crecimiento de la organización era lento. Pronto Kaledín, apremiado por los cosacos que temían que el asilo a la organización de Alekséyev pudiese desencadenar una invasión bolchevique, solicitó a Alekséyev que trasladase a sus hombres a otro lugar, petición que este decidió soslayar mientras continuaba, con escaso éxito, tratando de recabar el apoyo de importantes generales y políticos (Shcherbachov, al mando del frente rumano, Ruzski, Radko Dimitriev o Aleksandr Guchkov). Los oficiales de Alekséyev comenzaron a desempeñar tareas de policía para Kaledín, que a cambio los armó y pagó. La mayoría del escaso armamento, no obstante, no provino de los arsenales de Kaledín, custodiados por tropas hostiles a los Voluntarios, sino de desarmar a tropas desmovilizadas.

### Desavenencias entre Kornílov y Alekséyev
El recién llegado Lavr Kornílov despreciaba a Alekséiev por su papel en su fracasado golpe de Estado, mientras que Pável Miliukov insistía en la preeminencia de los políticos sobre los militares. Solo tras una larga conferencia el 31 de diciembre, se llegó a un acuerdo para la distribución de tareas y se formó un triunvirato militar, con Kaledín a cargo de los asuntos cosacos, Kornílov al frente oficialmente del Ejército y Alekséiev encargado de la administración civil y las relaciones diplomáticas. Una semana más tarde, Kornílov tomó oficialmente el mando de las fuerzas reunidas hasta entonces, menos de cuatro mil hombres con escaso armamento, que pasaron a llamarse «Ejército de Voluntarios» y abandonaron su nombre original de «Organización Alekséyev». La división de tareas no resultó practicable y pronto Kornílov usurpó parte del poder que supuestamente correspondía a Alekséyev. Los roces entre los dos generales y sus subordinados eran constantes. La desconfianza de Kornílov hacia los políticos hizo además que el papel de los destacados dirigentes congregados en Novocherkask como asesores y representantes ante las potencias extranjeras fuese completamente secundario. El general trasladó su cuartel general a Rostov, más cercano al frente, en enero de 1918, en parte por su deseo de alejarse de las figuras políticas reunidas en la capital cosaca.

### Primeros meses del Ejército
En sus inicios, el Ejército contaba con apenas tres mil soldados, casi todos antiguos oficiales. Al principio el número de voluntarios alistados en la nueva fuerza fue escaso, así como su armamento y financiación, a pesar de las esperanzas de Alekséyev. Las contribuciones de los ricos de la región a Alekséyev fueron escasas y la falta de fondos entorpeció el crecimiento de la organización. La gran mayoría de los oficiales rusos recibieron con pasividad las proclamas de la nueva formación y esperaron poder evitar tener que participar en una nueva guerra. Como consecuencia, los voluntarios resultaron ser los jóvenes más extremistas, reaccionarios y monárquicos, enemigos de los bolcheviques y no una selección representativa de la oficialidad rusa. La población del Don se mostró además hostil a su movimiento.
A finales de noviembre, sin embargo, parecía que la región apoyaría los planes antibolcheviques de Alekséyev, habiendo votado abrumadoramente a los candidatos no bolcheviques a la Asamblea Constituyente Rusa. La población cosaca, no obstante, no apreció los planes de Alekséyev y los generales que pronto se concentraron en la región y de sus aliados políticos, principalmente kadetes, con escaso conocimiento de las tradiciones y aspiraciones cosacas; el atamán Alekséi Kaledín llegó a solicitar su marcha a finales de noviembre. El movimiento antibolchevique de Alekséyev tampoco tuvo en cuenta la animosidad de la población no cosaca de la región, que sobrevivía en duras condiciones trabajando en las minas del Donbáss, en las fábricas de Rostov del Don o en las tierras arrendadas a los cosacos y que representaba cerca de la mitad de la población, pero poseía únicamente el 10 % de la tierra. Esta, pobre y amargada por su situación, se mostró dispuesta a apoyar a los bolcheviques contra los dueños de las minas, las fábricas y los arrendadores. En el cercano Kubán, al sureste, la situación de discriminación era similar: aunque la población no cosaca alcanzaba el 53 % del total, únicamente poseía el 27 % de las tierras cultivables, carecía de residencia oficial (eran, inogorodnie, «forasteros») como en el Don y era en general mucho más pobre que la población cosaca de la región.
Esta fuerza contó desde el comienzo con el sostén financiero del Gobierno británico, que le entregó diez millones de libras a través de su representante en Moscú, Bruce Lockhart. Otras entregas se complicaron por la confusa situación en Rusia, que dificultaba el pago del dinero. Durante los primeros meses de existencia, sin embargo, los escasos fondos con los que contó provinieron de organizaciones clandestinas de Moscú, exiguas contribuciones locales y, sobre todo, de la ayuda de la hueste cosaca del Don, que prometió entregar a Alekséyev el 25 % de sus ingresos gracias a la intercesión de un antiguo ministro kadete.

## Respaldo Aliado y logística «blanca»
Dependiente como el resto de fuerzas antisoviéticas de los pertrechos enviados desde el extranjero por no controlar las fábricas de armas en Rusia, Denikin recibió abundante armamento de los Aliados una vez rendidos los Imperios Centrales. Le entregaron cerca de mil cañones de campaña, más de un cuarto de millón de rifles, más de siete mil ametralladoras, un centenar de tanques, cerca de doscientos aviones, varios millones de obuses y centenares de miles de cargadores entre marzo y septiembre de 1919. Más de la mitad del armamento provenía de los británicos. Estos aportaron a Denikin gran cantidad de pertrechos entre marzo de 1919 y marzo de 1920, según un informe oficial de su Ministerio de Defensa: 1200 cañones, cerca de dos millones de proyectiles, 6100 ametralladoras, 200 000 rifles, 500 000 de balas, más de 500 000 de uniformes, 629 camiones y ambulancias, 279 motocicletas, 74 tanques, 6 trenes blindados, 100 aviones, 12 hospitales de 500 camas y otros 25 de campaña, además de equipos de comunicaciones y para zapadores. La falta de fábricas de municiones en el territorio controlado por Denikin redoblaba la importancia de los suministros aliados.
Gran parte de este material, sin embargo, no llegó al frente por la desorganización y corrupción de la administración de Denikin. Al comienzo la distribución del material quedó en manos de los rusos, que vendieron gran cantidad en el mercado negro o se lo apropiaron para uso particular, para desesperación de los observadores británicos. Finalmente, en el otoño de 1919, los británicos lograron el control de la distribución del material a las unidades, para evitar su robo, abandono y despilfarro, aunque demasiado tarde para mejorar la situación.

## Primeras operaciones militares: lucha por el Don

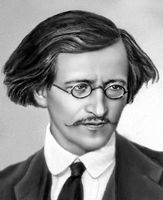
Vladímir Antónov-Ovséyenko, que dirigió las unidades soviéticas que expulsaron al Ejército de Voluntarios del bajo Don en el invierno de 1917-1918 hacia el Kubán.

Los bolcheviques tomaron el control de Rostov con el apoyo de la población no cosaca a finales de noviembre y proclamaron la República Soviética del Don, que los cosacos veteranos del frente al mando de Kaledín se negaron a atacar, lo que obligó a este a buscar la ayuda de Alekséyev, a pesar de su anterior petición para que abandonase la región. Este, olvidando sus recientes roces, cedió la mayoría de sus seiscientos hombres a Kaledín, lo que permitió a este tomar la ciudad el 2 de diciembrejul./ 15 de diciembre de 1917greg.. La victoria conjunta convenció a Kaledín de la necesidad de una alianza entre sus fuerzas, pero la relación entre las distintas personalidades militares y políticas del naciente movimiento era mala. La población, además, seguía siendo mayoritariamente hostil a los Voluntarios.
Kornílov instauró desde su toma del mando militar la costumbre de no tomar prisioneros enemigos, convencido de que el terror facilitaría sus operaciones. A pesar de los diversos métodos utilizados por Kornílov (incluyendo el robo y la compra de armamento en el mercado negro), el suministro de armamento y munición, con las fábricas en control de los soviéticos, supuso un grave problema. Los «blancos» debían importar su armamento, necesitando para ello financiación. A finales de diciembre, la situación económica del movimiento mejoró merced a los donativos de ciertas organizaciones clandestinas moscovitas y de bancos de la región.
El mismo día que Kornílov tomaba el mando de las fuerzas antisoviéticas en diciembre, Vladímir Antónov-Ovséyenko desencadenaba su ofensiva contra estas desde la ciudad de Járkov, con una ventaja en tropas de dos a uno, que aumentó según avanzó hacia Novocherkask. Miles de voluntarios de la capital y trabajadores movilizados formaban sus fuerzas. Al comienzo las fuerzas soviéticas avanzaron velozmente, a pesar de su desorganización gracias a su ventaja en armamento y número. A mediados de febrero de 1918, habían capturado Ekaterinoslav, Kupiansk, Lugansk, Mariúpol y Taganrog (2 de febrero) y se acercaban a Rostov y Novocherkask. Pese a recibir la ayuda de los cosacos del atamán Alekséi Kaledín, el Ejército de Voluntarios contaba con apenas seis mil hombres a inicios de 1918, por lo que tuvo que retirarse a Rostov del Don tras una ofensiva del Ejército Rojo en febrero. Ante la necesaria retirada del Ejército, inevitable por el cerco soviético, Kaledín se suicidó el 12 de febrero. Los combates pronto se acompañaron con atrocidades de ambos bandos, aprobadas por la direcciones respectivas.
El Ejército comenzó su retirada a la estepa el 22 de febrero de 1918; abandonó Rostov y Novocherkask, y comenzó la primera campaña del Kubán, que duró ochenta días. Al día siguiente, las fuerzas soviéticas entraban en Rostov y el 25 de febrero lo hacían en Novocherkask, con lo que completaban la conquista del Don; su autoridad se extendía entonces por la práctica totalidad del país.

## Campañas del Kubán

### Primera campaña del Kubán

Primera campaña del Kubán, dirigida primero por Lavr Kornílov y, tras su muerte, por Antón Denikin. El Ejército sobrevivió a la dura campaña invernal, pero fracasó en su intento de tomar Yekaterinodar.

Los tres mil quinientos hombres que quedaban en su filas en aquel momento hubieron de retirarse en la conocida «Campaña de los hielos» en Kubán, para reorganizarse gracias a la llegada de nuevas tropas cosacas y retirarse de nuevo hacia el río Don. Kornílov distribuyó sus fuerzas en tres regimientos y un batallón, además de cierto número de destacamentos de caballería y un grupo de artillería con ocho cañones. Falto de armamento, contaba, sin embargo, con numerosos fondos para comprar sus abastos. Sus fuerzas se dirigieron hacia la ciudad de Ekaterinodar, donde los trabajadores, veinticinco mil en número, tomaron el poder el 14 de marzo y forzaron a aquel a esperar refuerzos antes de asaltarla. Mientras, los políticos cosacos del Kubán subordinaron sus fuerzas a Kornílov, no sin ciertas desavenencias. La unión duplicó las fuerzas del general, que alcanzaron los seis mil hombres y se organizaron en tres brigadas; las fuerzas de caballería también crecieron de forma notable. Convirtió además al Ejército en una fuerza fundamentalmente cosaca y hostil a la población no cosaca.
Una vez reagrupado, el Ejército de Voluntarios puso cerco a la ciudad entre el 9 y el 13 de marzo; la defendían dieciocho mil hombres, mujeres y adolescentes, que rechazaron los ataques de Kornílov. La operación resultó un fracaso absoluto: la ciudad no solo no se tomó, sino que el general Kornílov falleció a resultas de la explosión de un obús, tras haber decidido el día anterior, 12 de marzo, un asalto final que la mayoría de los mandos consideraba suicida. Tras su muerte, Antón Denikin asumió el mando y ordenó la retirada del ejército hasta el río Don, convencido de la imposibilidad de tomar la ciudad asediada.
Denikin, decidido a conservar el núcleo de sus fuerzas, abandonó a los heridos, se retiró a marchas forzadas y concentró a sus tropas setenta y cinco kilómetros al sur de Rostov; finalizó así la «marcha de los hielos», que se celebró con la emisión de una condecoración especial.

### Reagrupamiento
En mayo Denikin contaba con 3685 hombres, de los que 2368 eran antiguos oficiales y 1036 antiguos suboficiales. De ellos treinta y seis habían sido generales y cerca de doscientos, coroneles.
Durante la reconstitución de sus fuerzas, Denikin contó con el apoyo parcial de Piotr Krasnov y sus cosacos del Don, que le ofrecieron armamento alemán, financiación y atención para sus heridos, pero que no lograron pactar la unión contra los soviéticos. Los seguidores de Denikin seguían considerando a los cosacos del Don traidores por sus acuerdos con los alemanes pero, en la práctica, se beneficiaban de su protección en el norte y de los pertrechos alemanes que les suministraban. La relación entre los dos movimientos era tensa y la de sus dirigentes, distante. La ocupación alemana de Ucrania protegió de posibles ataques bolcheviques desde el centro del país a las fuerzas de Denikin, en pleno reagrupamiento en la primavera. La toma de Rostov por los alemanes y la expulsión de los soviéticos favorecieron a los «blancos» y les permitieron recuperarse de la campaña invernal sin peligro.
El 15 de mayo, Krasnov y los dirigentes del Ejército de Voluntarios se reunieron para pactar una estrategia común, sin éxito; Krasnov trató en vano de obtener el respaldo de Denikin en su ataque a Tsaritsyn, pero este decidió emprender una nueva campaña en el sur, en la región del Kubán, origen de la mayoría de sus propias tropas cosacas, que le incitaron a ello.
El 4 de mayo de 1918, el Ejército vio aumentados sus efectivos con la llegada del coronel Mijaíl Drozdovski y sus 1000 hombres (667 oficiales, 370 soldados, 14 médicos, sacerdotes y funcionarios y 12 enfermeras), el único contingente de importancia que llegó desde el frente rumano hasta el Don. Drozdovski participó en la expulsión de los soviéticos del Don y durante esta campaña sus fuerzas crecieron hasta los dos mil quinientos hombres. Se unió a Denikin el 8 de junio, tras rechazar la oferta de Krasnov de formar una unidad separada. Denikin contaba ya con cerca de diez mil soldados a mediados de junio y las antiguas brigadas se convirtieron en divisiones. La mala salud de Alekséyev hizo que el mando real quedase cada vez más en manos de Denikin, mientras que el papel de aquel se reducía a poco más que un símbolo del Ejército.
Uno de los edecanes de Alekséyev se reunió con Lockhart en Moscú a finales de julio, le aseguró que las fuerzas que aquel mandaba habían llegado a los veinte mil hombres (aunque de ellos unos siete mil eran cosacos que se negaban a combatir fuera su territorio) y solicitó ayuda financiera y militar. Lockhart y su colega francés le entregaron diez millones de rublos y prometieron ayuda futura. Aun así, en la primavera el Ejército sufrió una constante falta de fondos que entorpecieron sus operaciones y dificultaron el reclutamiento de nuevas tropas.

### Segunda campaña del Kubán

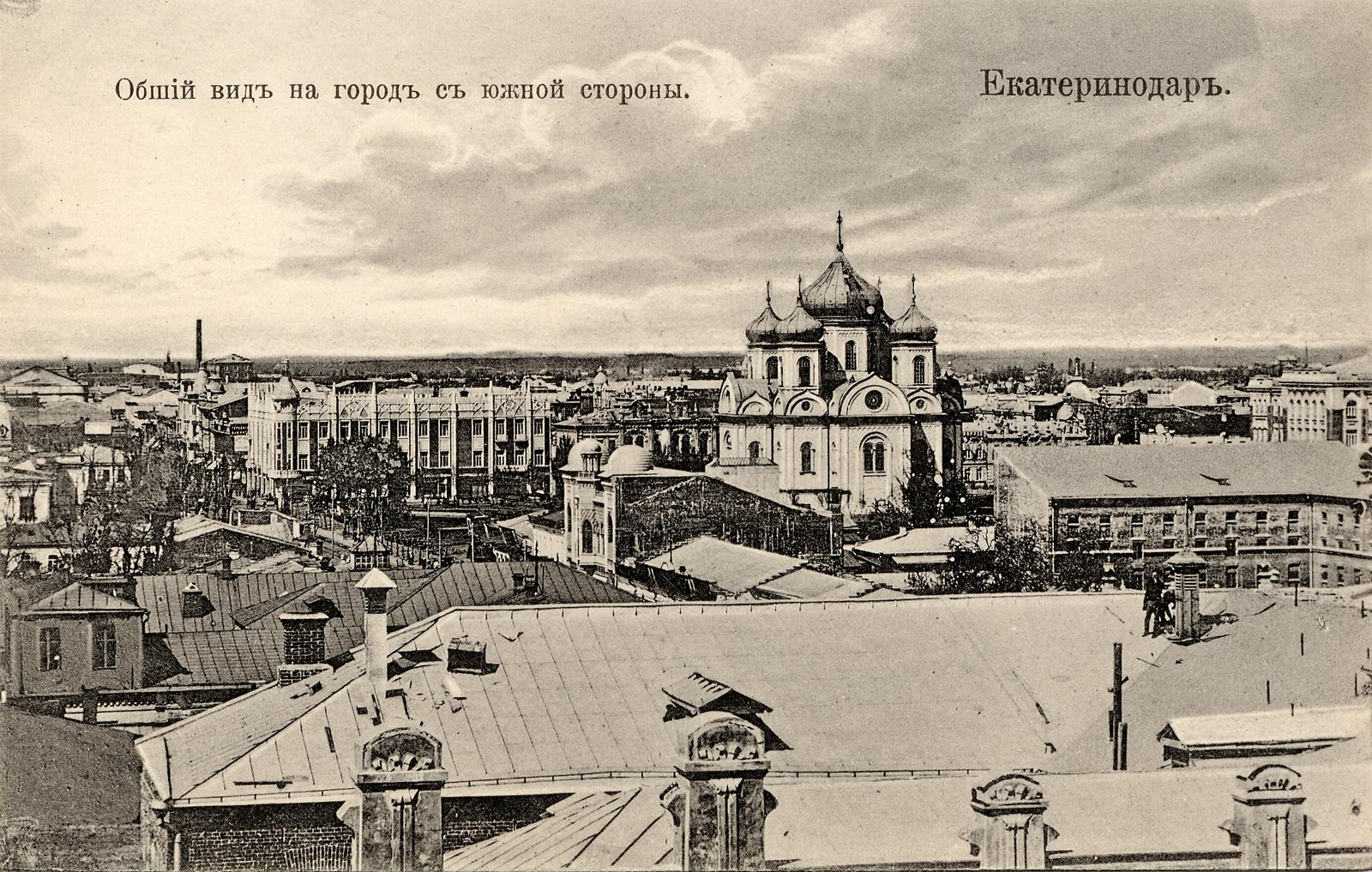
Imagen de Ekaterinodar a comienzos del siglo XX. Tras su conquista por Antón Denikin a mediados de agosto de 1918 se convirtió en centro de su movimiento.

Denikin emprendió la segunda campaña del Kubán la noche del 22 de junio, mientras que Krasnov marchaba contra Tsaritsyn, refugio de los soviéticos tras su expulsión de Rostov y Novocherkask por los alemanes a comienzos de mayo. La ciudad del Volga, importante centro ferroviario, industrial y armamentístico, devino en una fortaleza soviética, centro de sus defensas en la región durante el verano de 1918.
Denikin marchó con alrededor de nueve mil hombres, veintiún cañones de campaña y dos trenes blindados; su enemigo contaba con nueve veces más soldados. A pesar de su inferioridad numérica, el mando «blanco» tenía ahora objetivos claros: los nudos ferroviarios que unían Tsaritsyn con el Cáucaso y que debían de suministrarle armamento y munición. En menos de un mes, Denikin se había apoderado de varios de ellos y se preparaba para asaltar nuevamente Ekaterinodar, habiendo aislado a las fuerzas soviéticas del Kubán de Tsaritsyn. Las continuas revueltas en la retaguardia soviética de la población cosaca, ahora favorable a Denikin a diferencia de la situación en la anterior campaña de marzo, facilitó los movimientos de Denikin y acrecentó el número de sus tropas con nuevos reclutas. La administración soviética era débil y se sustentaba en bandas armadas, a menudo desobedientes a la autoridad del comité ejecutivo de Ekaterinodar y acaudilladas por aventureros o criminales, que desprestigiaron al Gobierno soviético en la región. Sus desmanes, especialmente los de las bandas ucranianas empujadas a la región tras la ocupación alemana de su tierra, aumentaron el descontento de la población y sembraron el caos.

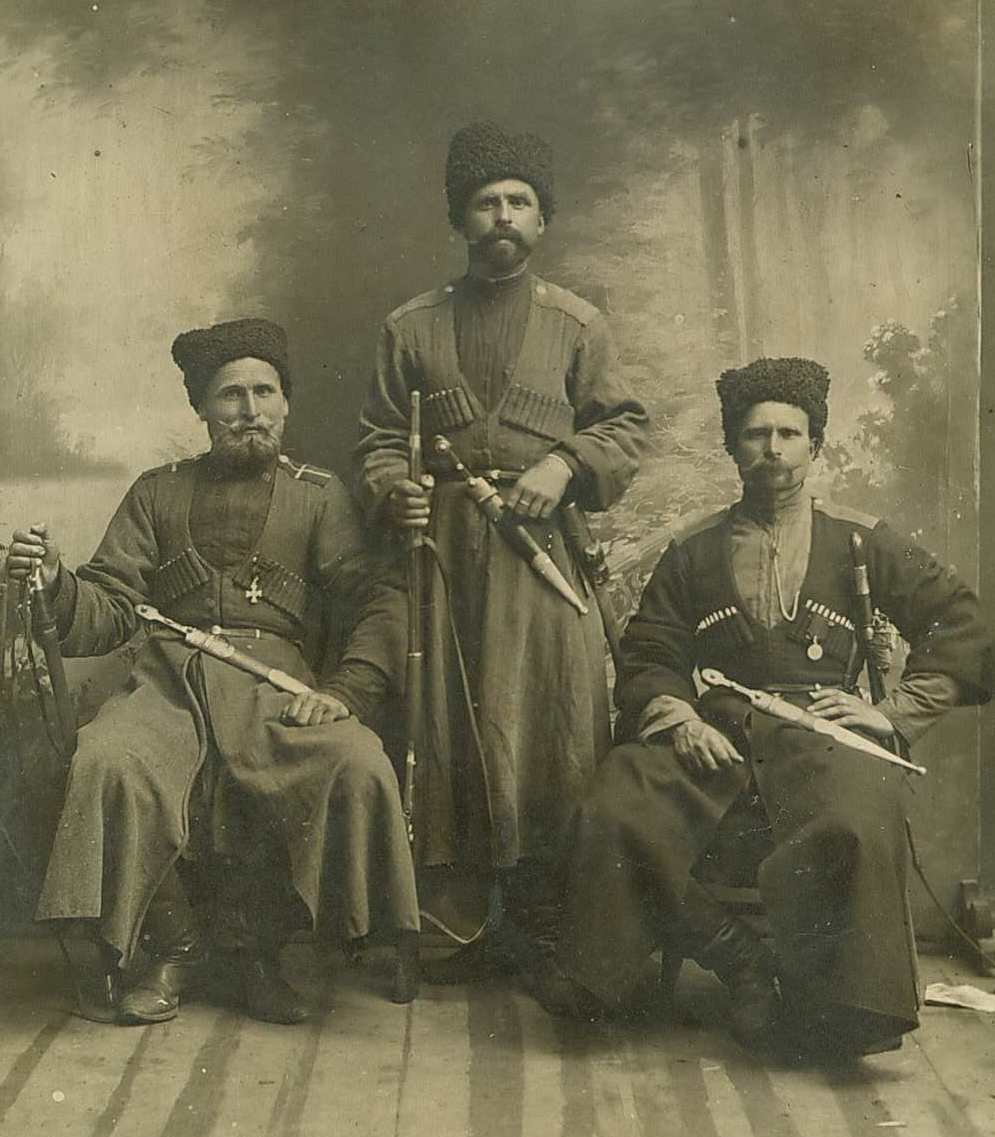
Cosacos de Kubán en 1915. La conquista de la región durante la segunda campaña del verano de 1918 transformó la composición del Ejército de Voluntarios, que se convirtió en una fuerza de base fundamentalmente cosaca.

A pesar de la facilidad de las victorias de los primeros combates de la campaña, Denikin sufrió importantes bajas, incluida la del cercano general Márkov, compañero suyo durante la guerra mundial. El 16 de agosto, las fuerzas de Denikin conquistaron finalmente Ekaterinodar, tras derrotar una contraofensiva soviética que casi le costó la aniquilación del Ejército. Diez días más tarde, tomaron el puerto de Novorosíisk. Los soviéticos habían hundido casi la mitad de la Flota del mar Negro en esta localidad un mes antes por orden secreta del Gobierno de Moscú, a pesar de la cláusula del Tratado de Brest-Litovsk que los obligaba a entregarla a los Imperios Centrales; el resto de los buques, por instigación de sus oficiales, había regresado a Crimea y se había entregado a los alemanes. Estos barcos pasaron más tarde a poder de los «blancos» y, tras su derrota final, a los franceses.
Ekaterinodar sustituyó pronto a Kiev como centro del movimiento desde donde Denikin reorganizó nuevamente sus tropas, diezmadas en la campaña, y comenzó las levas. Denikin se fue adueñando de la región a costa de reñidos combates y las unidades bolcheviques del Cáucaso quedaron aisladas de sus correligionarios del norte. La región se convirtió en la base del Ejército, de la que hasta entonces había carecido, y le permitió crecer y realizar campañas mayores. A pesar de las celebraciones por la toma de la capital de la región, pronto surgieron las diferencias entre los mandos del Ejército, nacionalistas rusos, y las autoridades autonomistas cosacas, más interesadas en expulsar a los bolcheviques de la zona que en los objetivos nacionales del Ejército; estas desavenencias, que debilitaban al movimiento, crecieron con el tiempo.
En menos de un mes tras la conquista de la capital del Kubán, Denikin contaba con cerca de cuarenta mil hombres, cien cañones y doscientas cincuenta ametralladoras. Sus fuerzas se dividían en tres divisiones de infantería y otras tantas de caballería. En el aspecto político, sin embargo, el control del Kubán dificultó su objetivo de enfrentarse a los soviéticos al tener que oponerse al regionalismo cosaco, que Denikin, nacionalista ruso, rechazaba. Los roces entre el mando ruso y los soldados, cosacos en una proporción creciente, se sucedieron. El rechazo cosaco al dominio soviético, por otra parte, facilitó los avances de Denikin. El carácter mayoritariamente cosaco del Ejército, ya no voluntario sino formado principalmente por reclutas, añadió una debilidad al movimiento: los cosacos rara vez deseaban combatir más allá de los límites de sus territorios, lo que limitaba las operaciones militares.
La muerte primero de Kornílov y más tarde de Alekséyev (8 de octubre), Drozdovski y Márkov, reforzaron el poder de Denikin, a pesar de su falta de ambición personal. Durante el otoño de 1918, Denikin estableció su Gobierno y su programa, fundamentalmente una dictadura militar con él al frente. El Consejo Especial, un pseudogabinete formado en agosto, se dedicó únicamente a asuntos menores. Su programa se basaba en un nacionalismo ruso conservador, el rechazo de la reforma social y la defensa de la unidad de la nación, a pesar de sus promesas de autonomía. A mediados de año, ya era la mayor de las fuerzas que se oponían al Gobierno de Moscú.

### Combates al norte del Cáucaso
Tras la toma del Kubán, Denikin se concentró en eliminar las fuerzas enemigas en la región al norte del Cáucaso. Se sucedieron los combates durante el verano y el otoño de 1918, que forzaron poco a poco la retirada de los soviéticos hacia el sureste. La llegada de la mejor unidad soviética de la región al frente tras una larga marcha desde la península de Tamán en septiembre equilibró algo el frente. Las fuerzas soviéticas tomaron Stávropol el 30 de octubre con el objetivo de restablecer el contacto con el Gobierno de Moscú, interrumpido por las victorias de Denikin al norte. Un fallido motín del comandante de las fuerzas soviéticas, Sorikin, desbarató, sin embargo, la ofensiva; fue aplastado, pero desorganizó el mando en plena campaña.
El general Shkuró aprovechó la oportunidad para rodear Stávropol y tomar la ciudad tras tres semanas de duros combates el 20 de noviembre, aunque la mitad de las tropas soviéticas logró romper el cerco y escapar. Aun así la batalla desmoralizó a los supervivientes y supuso el combate decisivo de la campaña. Los intentos soviéticos de dirigir los restos de sus unidades desde Astracán en el norte del Caspio resultaron inútiles. A la desmoralización de los soviéticos por sus repetidas derrotas y su mala situación estratégica y de abastos, se contrapuso la alegría de los «blancos» por la noticia de la derrota de los Imperios Centrales y la esperanza de lograr pronto abundante ayuda de los Aliados.

## Rendición de los Imperios Centrales, relación con los Aliados y reforma

### La derrota de los Imperios y la desilusión con los Aliados
Diez días después de la firma del armisticio con Alemania, más de veinte representantes de movimientos antisoviéticos se reunieron en la ciudad rumana de Iași para tratar de formar un frente común con apoyo aliado contra el Gobierno de Lenin, sin éxito. Cada grupo se presentaba como el más importante para derrotar a los soviéticos y la rivalidad impedía la cooperación, para desagrado de los Aliados. Denikin hubo de competir con los movimientos rivales por la ayuda de los Aliados, que se dividieron la actividad en el sur del antiguo imperio entre Francia (al oeste del Don) y el Reino Unido (responsable entre el Don y el Volga, el Cáucaso y Asia Central). A pesar de sus dudas iniciales, especialmente de los franceses, ambas naciones decidieron respaldar al movimiento de Denikin frente a los de sus rivales. El 23 de noviembre, los representantes Aliados llegaron a Novorosíisk y pronto se reunieron con los dirigentes «blancos», a los que prometieron su ayuda. Animado por estar promesas, Denikin solicitó el envío de veintidós divisiones aliadas a Ucrania para facilitar sus movimientos en la zona, además de material para sus unidades. Su solicitud quedó sin contestar, como la posterior de ralentizar el repliegue alemán —a pesar de la supuesta hostilidad de los Voluntarios hacia los Imperios Centrales— para evitar que Ucrania pasase a manos de los soviéticos ante la falta de un despliegue de tropas aliadas para sustituir a los alemanes. Finalmente, los Aliados se limitaron a ocupar Odesa y Sebastopol el 18 de diciembre con tropas francesas. El primer ministro francés vetó el proyecto de ayuda aprobado por sus mandos militares en Rumanía y negociado con los mandos rusos del frente rumano.
La ayuda material que comenzó a llegar en febrero de 1919 fue finalmente británica y no francesa y las acciones de ambos países disgustaron a los dirigentes «blancos»; los franceses apoyaban a los nacionalistas ucranianos, y los británicos, a los nuevos Estados caucásicos, y no entregaron a Denikin la flota del Mar Negro.

### Denikin y Kolchak
El Ejército de Voluntarios no había reconocido al Directorio de Omsk como Gobierno legítimo y se negó a estudiar la solicitud de su responsable militar, el general Bóldyrev, de avanzar hacia Tsaritsyn para unir fuerzas, propuesta que ya había realizado sin éxito Krasnov. El golpe de Estado del 18 de noviembre que depuso al directorio y colocó al vicealmirante Aleksandr Kolchak al frente de una nueva dictadura militar fue recibido con alborozo en Ekaterinodar.
El 12 de junio de 1919, Denikin anunció su sometimiento a Kolchak, que no pasó de nominal. Ambos nombraron como ministro de Asuntos Exteriores al antiguo ministro zarista Serguéi Sazónov, que había servido como tal al comienzo de la guerra mundial. A las gestiones de este se unieron las de una «Conferencia Política» establecida en París, en la que participaban Maklakov (antiguo embajador zarista en Francia), el príncipe Gueorgui Lvov (primer presidente del Gobierno provisional ruso) o Nikolái Chaikovski, veterano socialista antibolchevique.

### Formación de las Fuerzas Armadas del Sur de Rusia

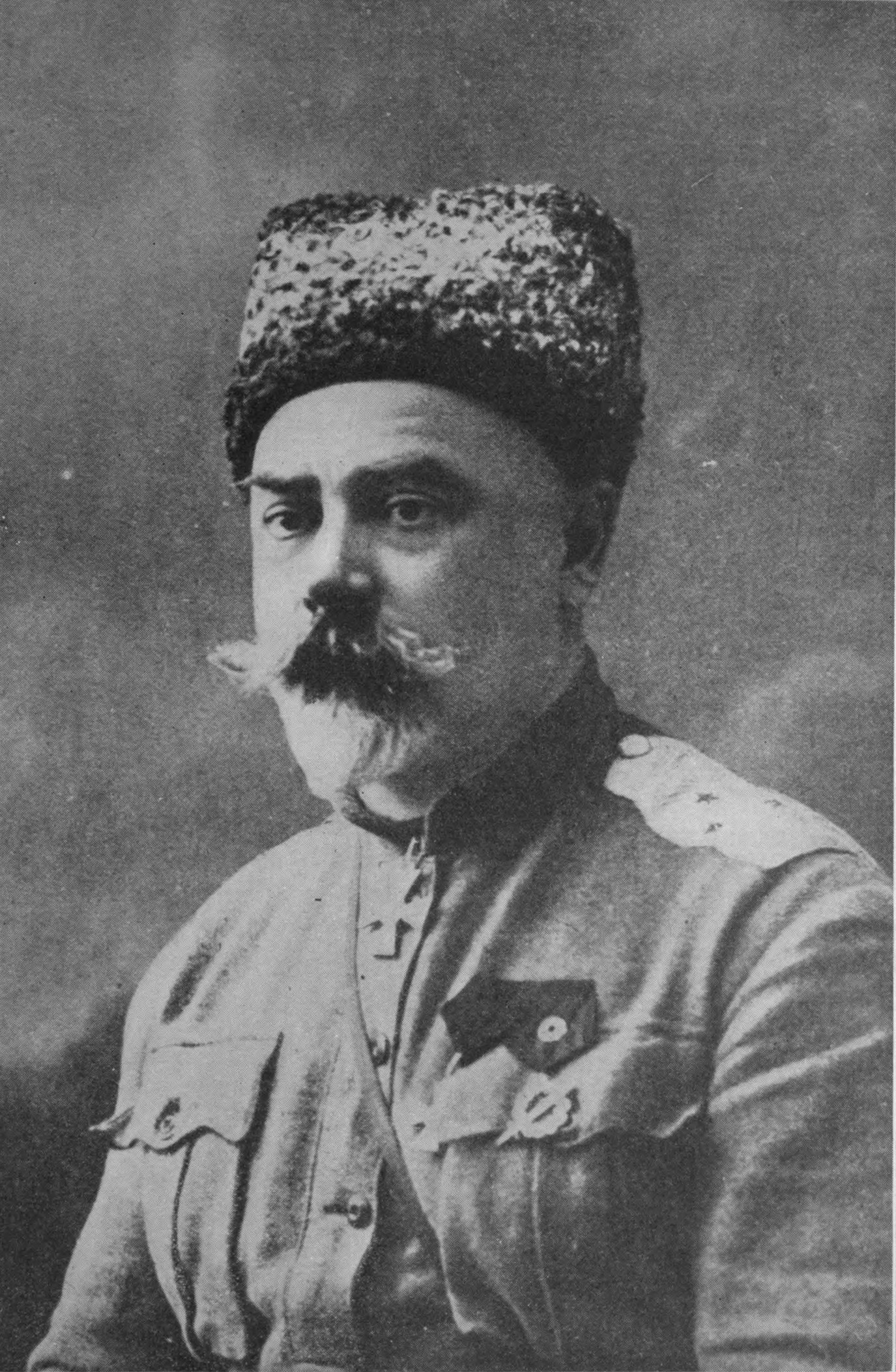
Antón Denikin, sucesor de Lavr Kornílov al frente de Ejército de Voluntarios tras su muerte en abril de 1918, logró reunir gran parte de las fuerzas antisoviéticas bajo su mando a comienzos de 1919, renombrando sus fuerzas «Fuerzas Armadas del Sur de Rusia».

Tras la retirada de los Imperios Centrales, las tropas cosacas de Piotr Krasnov —con su centro de operaciones en el río Don y que habían dependido de su sostén— y las de Denikin alcanzaron una inestable alianza contra los soviéticos, en la que los cosacos quedaron subordinados al segundo. Los Estados caucásicos se encontraban al sur y se habían independizado en la primavera de 1918, para caer más tarde bajo la ocupación germano-otomana; no contaban con las simpatías del nacionalista Denikin. Al oeste del Don, la retirada austro-germana trajo el avance de los soviéticos, libre de toda oposición local.
El Ejército del Don de Piotr Krasnov hubo de subordinarse definitivamente al Ejército de Voluntarios de Denikin el 8 de enero de 1919 como consecuencia de la rendición de Alemania —su principal apoyo—, la gran cantidad de deserciones a los soviéticos y el revés ante Tsaritsyn, después de tratar en vano de mantener su independencia de él. Se crearon entonces las llamadas «Fuerzas Armadas del Sur de Rusia» (FASR, en ruso: Вооружённые силы Юга России), constituidas por el Ejército de Voluntarios (general Mai-Mayevski), el Ejército Cosaco del Don (general Sidorin) y el Ejército del Cáucaso (general Wrangel), todas ellas bajo el mando general de Denikin.
El hundimiento de los Imperios Centrales también tuvo importantes consecuencias en Crimea: el general Sulkévich, proalemán, trató inicialmente de solicitar la ayuda de Denikin para mantener el control de la región pero, al no recibirla, entregó el poder a un Gobierno kadete que inmediatamente solicitó tropas a Denikin. Este envió un contingente simbólico de seiscientos soldados que más tarde creció hasta los cuatro mil quinientos, y prometió no interferir en los asuntos internos de la península. Los intentos del representante de Denikin de realizar levas de oficiales al fracasar el alistamiento voluntario agriaron las relaciones entre los kadetes de Crimea y el general. La retirada de las tropas francesas en abril de 1919, el escaso número de los Voluntarios en la región y el desprestigio de los kadetes entre la población hicieron que los soviéticos tomasen la península con facilidad.
El general británico Frederick Poole, anteriormente destacado en el norte de Rusia, recomendó con vehemencia conceder ayuda material y tropas a Denikin a mediados de diciembre de 1918. Fue crucial, además, al convencer a Krasnov para someter sus unidades al mando de Denikin. A comienzos de 1919, esto se logró por la gravedad de la situación militar y la debilidad de las fuerzas de Denikin, que solamente contaba con unos cincuenta y un mil cuatrocientos hombres para enfrentarse a los soviéticos y tenía que destinar otros treinta mil a asegurar la retaguardia, mientras que los soviéticos contaban con cerca de ochenta mil soldados. Krasnov, desprestigiado por su anterior cercanía a los alemanes y debilitado por los reveses de enero y febrero de 1919, perdió su cargo de atamán seis semanas después de la unificación del mando.

## Ofensiva hacia Moscú y retirada al Don

### Operaciones a comienzos de 1919
El cerco a Tsaritsin por parte de los cosacos del Don fracasó a finales de 1918, lo que mostró los límites de la moral de los cosacos cuando combatían lejos de su territorio. Las tropas cosacas, valientes cuando defendían sus hogares, tendían al saqueo cuando las campañas los alejaban de estos y a llevar a cabo pogromos de la población judía. Krasnov dimitió como atamán de los cosacos del Don en febrero, tras el levantamiento final del cerco a Tsaritsin.
A comienzos de 1919, reunidas la mayoría de las fuerzas antisoviéticas del sur de Rusia bajo su mando, con la llegada de suministros Aliados y gracias a sus mejores oficiales y caballería, Denikin pudo infligir duras derrotas a los soviéticos y mantener un frente de cerca de setecientos kilómetros entre Mariúpol y el suroeste de Tsaritsin con cuarenta mil hombres.
En el sur, las unidades de Denikin lograron penetrar las defensas de las fuerzas soviéticas del Cáucaso en enero de 1919, apoderarse de Sviatói Krest, Kislovodsk y Piatigorsk avanzando a lo largo del ferrocarril hacia las montañas y destruir el 11.º y 12.º ejércitos rojos; el 5 de febrero cayó en sus manos Grozni y el día siguiente, Kizlyar. Los blancos eliminaron el frente caucásico este mismo mes gracias a sus triunfos. Esta victoria supuso una de las mayores derrotas bolcheviques de la guerra civil, eliminó su poder del Cáucaso y aniquiló un grupo de ejércitos con ciento cincuenta mil hombres, de los que solo una décima parte logró refugiarse en Astracán. Denikin logró tomar contacto con los cosacos del Térek, junto al mar Caspio. El héroe de la campaña fue el general Wrangel, que dirigió la ruptura del frente soviético; por su desempeño se lo nombró comandante del Ejército de Voluntarios del Cáucaso. En el norte, por el contrario, los cosacos del Don fracasaron y sufrieron ciertos reveses en noviembre tras alcanzar Liski, a menos de cien kilómetros de Vorónezh.
Denikin tuvo que hacer frente, en inferioridad numérica, al avance soviético desde Ucrania y desde el Volga, tarea que encomendó al obeso y beodo general Mai-Mayevski, dado a las orgías, pero brillante en el cumplimiento de esta misión.

### Defensa del Don y de Dombás

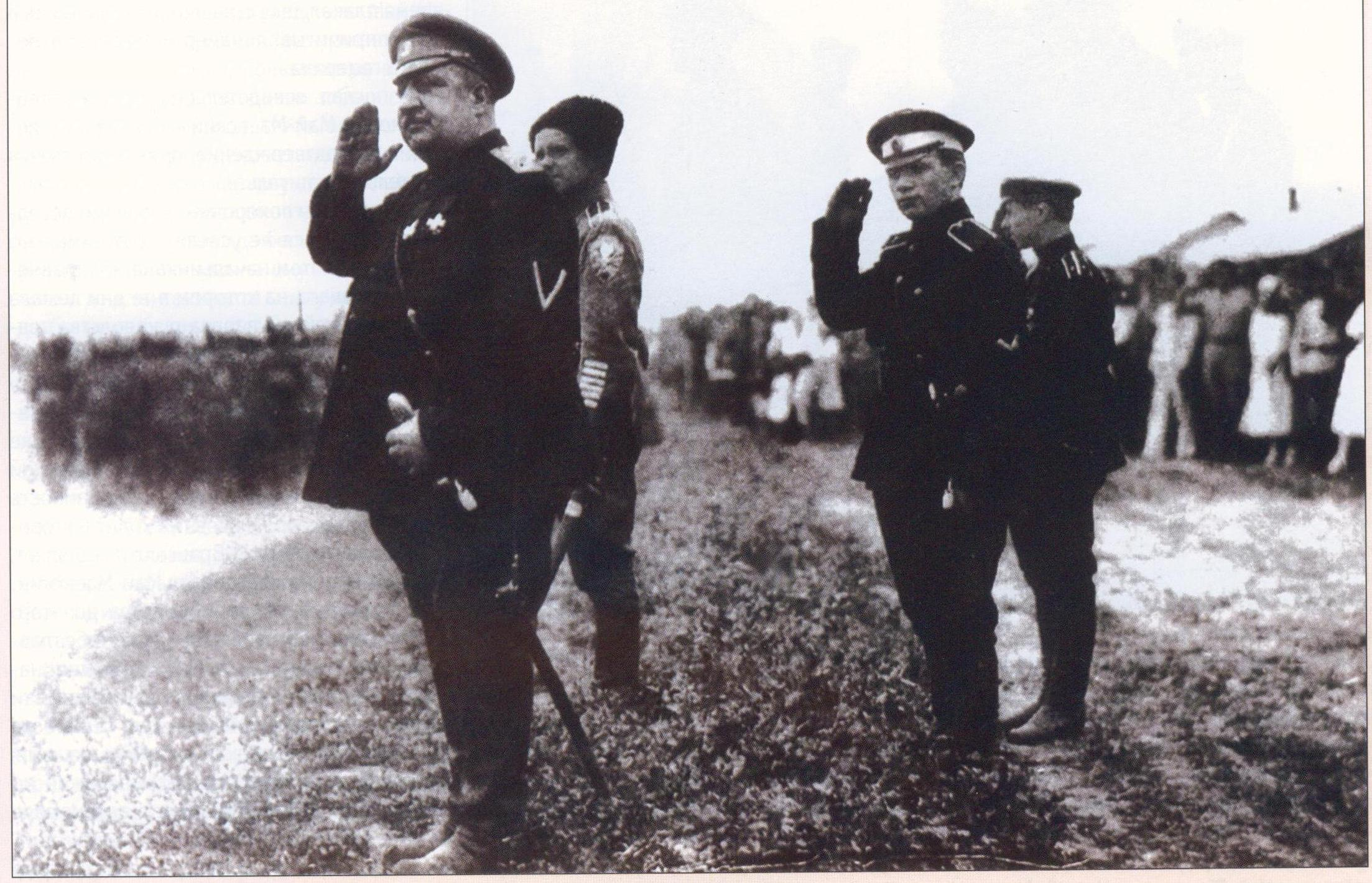
El general Vladímir Mai-Mayevski, responsable de la defensa del Dombás y del río Don durante la primavera de 1919.

Denikin desechó la posibilidad de tratar de unirse a las fuerzas de Aleksandr Kolchak que avanzaban desde Siberia en marzo y abril y prefirió tratar de rechazar la ofensiva soviética contra la cuenca carbonífera del Dombás y del alto Don. Siguiendo la estrategia de defender los territorios cosacos a pesar de la dura oposición de algunos de los generales, en especial de Piotr Wrangel, Denikin optó por hacer frente a la campaña de genocidio del Ejército Rojo contra la población cosaca, que ya había asesinado a doce mil de ellos a comienzos de 1919 en su campaña de exterminio para acabar con la comunidad y entregar las tierras a los campesinos no cosacos. La posibilidad de que la falta de respaldo a los cosacos frustrase cualquier acometida contra Tsaritsin favoreció asimismo el envío de tropas al oeste en vez de al Volga.
La revuelta cosaca contra los soviéticos facilitó la campaña de Denikin. Al mando del general Mai-Mayevski, los doce mil hombres encargados del avance hacia el Don recibieron pronto el refuerzo de numerosos voluntarios cosacos. Derrotando primero a las unidades de Néstor Majnó, conquistó Járkov el 13 de junio a pesar de las desesperadas medidas de defensa de los soviéticos y Ekaterinoslav el 22 de junio, lo que produjo la desbandada de las tropas campesinas soviéticas. Mai-Mayevski utilizó con habilidad la red ferroviaria a su disposición para concentrar sus tropas rápidamente allí donde eran más necesarias, aprovechando el deshielo que dificultó enormemente las comunicaciones y abastecimiento de las unidades soviéticas. Los tres ataques soviéticos a la región de finales de marzo, mediados de abril y mediados de mayo fracasaron. Mai-Mayevski logró defender brillantemente la región a pesar de ser superado varias veces en número, y en mayo se lo nombró comandante del Ejército de Voluntarios (ya incluido en las FASR al mando de Denikin). A finales de junio, las fuerzas de Denikin controlaban la Ucrania oriental hasta el Dniéper.

### Disposición de fuerzas
Las fuerzas de Wrangel, por su parte, eran fundamentalmente de caballería, siendo su núcleo los cosacos de Kubán y dividiéndose en tres cuerpos de caballería, la 6.ª División de infantería y otras unidades menores.
Las fuerzas de Denikin se desplegaron con el Ejército Voluntario cubriendo el ala izquierda del frente, el Ejército Cosaco del Don en el centro y el del Cáucaso de Wrangel cubriendo el flanco derecho. A la derecha de Wrangel, el general Erdeli mandaba cinco mil hombres que avanzaban hacia Astracán. A la izquierda de Mai-Mayevski, el «Ejército Voluntario de Crimea-Azov», en realidad poco más que una división, había logrado defender el istmo de Crimea y Kerch tras un avance que fue rechazado por los soviéticos. Esta unidad tuvo que enfrentarse a mayores fuerzas soviéticas y a una hábil rebelión fomentada por estos en su retaguardia, que la debilitó por la necesidad de luchar en dos frentes. Solo a mediados de mayo, lograron sofocar la revuelta y comenzar el asalto de las posiciones fortificadas soviéticas, con ayuda de la artillería naval aliada, que las bombardeó.

### Contraofensiva de primavera

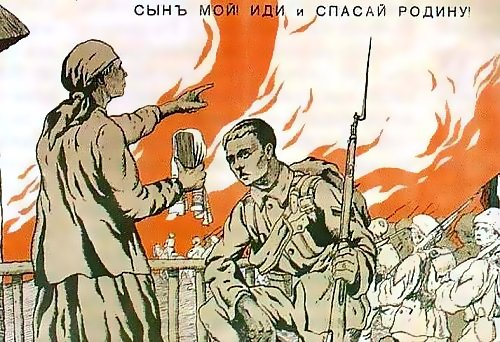
Cartel de reclutamiento «blanco» de 1919: «¡Hijo mío, ve y salva tu patria!». Desde 1918 la mayoría de los soldados del Ejército de Voluntarios eran reclutas, al igual que la de las unidades soviéticas.

El general Antón Denikin decidió emprender una ofensiva hacia Moscú con el Ejército de Voluntarios a la cabeza, tras recuperar importantes ciudades como Tsaritsin y Járkov a finales de junio. Denikin eligió a Mai-Mayevski, borracho y físicamente repulsivo, pero hábil táctico que había sostenido el frente del Don los seis meses anteriores en inferioridad numérica, para dirigir el ataque. Inteligente y erudito en cuestiones militares —como admitían sus más feroces críticos—, mostró gran capacidad militar en la ofensiva.
Habiendo llegado a los cincuenta mil hombres en el otoño de 1918 en uno de sus momentos de mayor éxito militar, las fuerzas de Denikin tendían a disolverse en la derrota y en mayo de 1919 contaban únicamente con quince mil hombres. El número de soldados aumentó hasta los cuarenta mil a finales de junio, sin embargo, ante el éxito de las operaciones.
Ocupados con el avance simultáneo de Aleksandr Kolchak en los Urales, los soviéticos sufrieron una serie de rápidas derrotas en mayo y junio y perdieron Bélgorod el 23 de junio. Los avances de las unidades de Denikin fueron veloces en el primer mes de la ofensiva, de más de trescientos kilómetros. En el oeste, lograron quebrar el frente del Donetsk e infligir un duro castigo al 8.º y 13.er ejércitos. El levantamiento de Grigóriev y el de los cosacos del Don debilitaron la retaguardia soviética y facilitaron el progreso de las fuerzas blancas. Járkov cayó en sus manos al día siguiente de Bélgorod, a pesar de los desesperados intentos de los soviéticos de defenderla. Conquistaron Ekaterinoslav el 30 de junio y poco después controlaban todo el bajo Dniéper.
El Ejército Cosaco del Don situado al este de las unidades de Mai-Mayevski infligió graves derrotas al 8.º y 9.º ejércitos soviéticos, se unió a los cosacos alzados de la cuenca alta del Don y tomó el control de toda la región. A comienzos de junio, había alcanzado la línea Balashov-Povórino-Novi Oskol.
Mientras, Wrangel, tras derrotar severamente al 10.º Ejército el 9 de mayo de 1919 en Velikoknyázheskaya, a orillas del río Manich, atravesaba cientos de kilómetros de estepa en duras condiciones para tratar de tomar Tsaritsin. El 10.º Ejército soviético, en retirada, voló una sección del ferrocarril que debía abastecer a las tropas de Wrangel. Sin esperar a reparar el ferrocarril, Wrangel atacó por sorpresa la ciudad y se libraron reñidísimos combates por su control. La reparación del ferrocarril, llevada a cabo a toda prisa, permitió a las unidades «blancas» aplastar finalmente la denodada defensa soviética y tomar la ciudad el 30 de junio. La operación contra Tsaritsin había durado cuarenta días y había reportado a los vencedores cuarenta mil prisioneros, setenta cañones, trescientas ametralladoras y dos trenes blindados, además de ciento treinta y una locomotoras, diez mil vagones y grandes cantidades de armamento y bastimentos. Gran victoria de las fuerzas de Denikin, la conquista de la ciudad aisló al Gobierno de Moscú del mar Caspio y del bajo Volga, además de privarle de importantes fábricas y gran cantidad de armamento. No sirvió, empero, para unir fuerzas con el almirante Aleksandr Kolchak, cuyas unidades se hallaban ya para entonces en retirada en Siberia. Mientras, el 10.º Ejército continuó su repliegue a lo largo del Volga.
Astracán, por el contrario, no pudo ser tomada por Erdeli. En la otra punta del frente, las fuerzas de Denikin consiguieron expulsar a los soviéticos de Crimea el 19 de junio. A finales de mes, Denikin dominaba ya toda la Ucrania oriental, el territorio del Don, el Kubán y el norte del Cáucaso hasta Tsaritsin.

### La ofensiva contra Moscú

Plan de ofensiva contra Moscú trazado por Antón Denikin en agosto de 1919.

Denikin se reunió con sus lugartenientes el 3 de julio para decidir cómo continuar la campaña. A pesar de la oposición de Wrangel y otros, Denikin decidió no detener su avance para consolidar su posición y aumentar sus tropas, que defendían un frente demasiado amplio para su número, sino tratar de lograr la victoria final mediante un avance inmediato, intentando aprovechar la desorganización de las unidades soviéticas y la posibilidad de ampliar el reclutamiento en Ucrania. El mismo día, los soviéticos sustituían a su general en jefe, Vatsetis, por Kámenev, que había dirigido la campaña contra Kolchak.
Aunque el avance hasta entonces había sido general en todos los frentes, a partir de aquel momento Denikin decidió concentrar el ataque en la dirección de Moscú. La ofensiva debía encabezarla el Ejército de Voluntarios —que agrupaba a los veteranos de las primeras campañas—, sostenido en sus flancos por las demás unidades, y seguir el camino más corto, la línea Járkov-Kursk-Oriol-Tula. Una maniobra de pinza gigantesca debía acabar con la toma de la capital rusa.
Si bien los planes de Denikin no incluían avances en Ucrania sino el uso del Dniéper como protección para su flanco izquierdo, el general Shkuró decidió por su cuenta atacar allende el río y consiguió notables avances con el apoyo de las unidades de Crimea. El 18 de agosto, ocupó Jersón y Nikoláiev; el 23 de agosto, Odesa. El avance solo paró con la toma de Chernígov el 12 de octubre. A pesar de las órdenes del politburó soviético, los dos ejércitos «rojos» tuvieron que retirarse de Ucrania, hostigados por las fuerzas de Denikin, las de Symon Petliura y las bandas armadas de campesinos. La toma de gran parte de Ucrania no solo aumentó el prestigio de los «blancos» y sus zonas de abastecimiento y reclutamiento, sino que eliminó un peligro potencial a la retaguardia por la retirada de las unidades soviéticas.

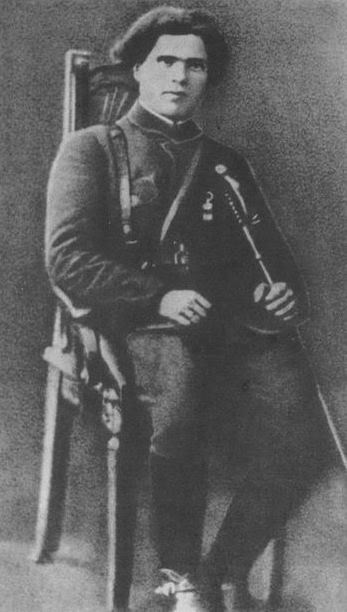
Néstor Majnó, dirigente anarquista cuyas unidades hostigaron la retaguardia del Ejército, estorbando notablemente su abastecimiento y maniobras.

En el este, Wrangel logró avanzar a lo largo del Volga haciendo retroceder al 10.º Ejército, se apoderó de Kamyshin y tomó contacto con unidades de cosacos del Ural.
Mientras la principal fuerza que debía avanzar hacia Moscú se agrupaba sin realizar grandes avances entre julio y septiembre, una fuerza cosaca de unos nueve mil hombres, el IV Cuerpo de Caballería del Don al mando del general Mámontov, logró atravesar el frente el 10 de agosto y sembrar el desorden en la retaguardia soviética, tomando y abandonando importantes plazas (Tambov, Kozlov y Vorónezh), a la vez que saboteaba sus ferrocarriles. La columna, a pesar de la alarma que causó en Moscú, pasó pronto a dedicarse al saqueo y abandonó sus objetivos militares para regresar con el botín al sur. En cierto sentido, la cabalgada fue contraproducente: muchos de los jinetes de Mámontov abandonaron la unidad para regresar a sus hogares con el botín y, cuando regresó a las líneas «blancas» a mediados de septiembre, se encontraba en malas condiciones para participar en la embestida principal de Mai-Mayevski. El saqueo de la población civil tampoco favoreció que esta se levantase a favor de los «blancos».
Los soviéticos mientras emprendieron una nueva contraofensiva en el este que hizo retroceder a Wrangel hacia el sur a lo largo del Volga y que a comienzos de septiembre estuvo a punto de recuperar Tsaritsyn. Wrangel logró, con ayuda de los tanques británicos, detener el asalto y capturar dieciocho mil prisioneros a las puertas de la ciudad. En el centro del frente, un segundo ataque logró tomar Kupiansk tras un avance de unos ciento treinta kilómatros, pero las fuerzas «blancas» lograron rechazarlo, desbaratarlo y forzar la retirada a comienzos de septiembre; a mediados de mes el frente volvía a estar en el mismo sitio que cuando comenzó la embestida a mediados de agosto, pero con las unidades soviéticas desorganizadas. El intento de contraataque soviético de comienzos de agosto había fracasado.
Las unidades de Denikin comenzaron finalmente el avance hacia Moscú mediados de septiembre tras rechazar el embate soviético, retomando los planes de ataque decididos en julio. Al comienzo el avance de las unidades «blancas» fue espectacular: el 31 de julio tomó Poltava; el 23 de agosto, Kiev, para asegurar los flancos del avance principal, mientras crecían sus fuerzas. En la principal línea de avance, donde se concentraban las mejores unidades «blancas», veteranas de las campañas el Kubán, Kursk cayó el 20 de septiembre, Vorónezh el 30 y Oriol el 14 de octubre. A la izquierda de Wrangel, el Ejército del Don avanzó hasta amenazar Sarátov y la retaguardia del 9.º y 10.º Ejércitos; en el oeste, las unidades soviéticas quedaron atrapadas entre las unidades de Dragomírov que tomaron Chernígov (12 de octubre) y las líneas polacas.
En la toma de Oriol, habían participado un batallón de tanques y dos escuadrones británicos de la Royal Air Force. Sin embargo, su ofensiva fue detenida en esta localidad el 20 de octubre, tras durísimos combates entre la vanguardia «blanca» y tropas escogidas soviéticas, y la contraofensiva del Ejército Rojo infligió graves derrotas al Ejército de Voluntarios, que tuvo que batirse en retirada de nuevo hacia la región del Don. Desde finales de septiembre, el mando soviético había concentrado reservas al noroeste del Ejército de Voluntarios, entre ellas la veterana División de Fusileros Letones y ciertas unidades de caballería; su aparición en la retaguardia «blanca» obligó a evacuar Oriol. Este grupo atacó desde el suroeste y amenazó con cortar las vías férreas que comunicaban a la vanguardia «blanca» con el sur. Las tropas escogidas de Denikin, que se agrupaban en varias divisiones en el frente de Oriol, tuvieron que batirse en retirada hacia Kursk, no sin ofrecer feroz resistencia.
El Ejército de Denikin, que había llegado a los ciento cincuenta mil hombres, cubría un frente demasiado largo. Denikin no contaba con fuerzas suficientes para mantener el orden en la retaguardia, hostigada por Majnó, los nacionalistas ucranianos, los daguestaníes y los chechenos, y reforzar el frente, incapaz de movilizar en favor de la causa a la población de los territorios bajo su control. Carecía de reservas para concentrarlas allí donde surgiese la necesidad. Tampoco controlaba eficazmente a sus subordinados que, en ocasiones, actuaban a su albedrío, como Shkuró al cruzar el Dniéper o Sidorin que, al frente del Ejército del Don, se dedicó a expulsar a los soviéticos del territorio cosaco a costa de abrir una peligrosa brecha entre su unidad y el Ejército de Voluntarios a su izquierda. El comportamiento brutal de las unidades de Denikin en el territorio conquistado, la extensa corrupción y la violencia generalizada hicieron que la mayoría de la población rechazase apoyar su régimen. Las dificultades de abastecimiento hacían que las unidades se abasteciesen de la población local, situación que a menudo degeneraba en simple saqueo, que además complicaba aún más el transporte por ferrocarril por el envío del botín a la retaguardia.
Por su parte, entre julio y septiembre, los soviéticos habían logrado el regreso de cerca de un cuarto de millón de desertores de este sector del frente, reforzado extraordinariamente Tula y sus cruciales fábricas de armamento, y logrado una ventaja numérica de dos a uno frente a Denikin. Otro punto débil de este era la calidad de sus tropas; si bien las unidades veteranas de 1918 eran excelentes, las reclutadas a toda prisa en 1919 eran mucho peores, debido tanto a la falta de instrucción como a su origen (campesinos y prisioneros de guerra reclutados).
Varias causas coadyuvaron a la derrota de Denikin: la incapacidad para formar una administración local sin recurrir al terror para garantizar el abastecimiento a las tropas; la dificultad del transporte, debida a la mala situación de los ferrocarriles, a la hostilidad de los ferroviarios y a la acción de las unidades de Majnó y Simon Petliura; la mengua de la ayuda aliada ante los reveses de Kolchak que hacían dudar de la victoria «blanca», y la corrupción en la distribución de pertrechos que llevó a las tropas al saqueo para asegurarse comida y abrigo.

### Derrota política
El movimiento no logró el alzamiento a su favor de la población, a pesar de haber logrado expulsar a los soviéticos efímeramente del sur del país. El nacionalismo ruso de Denikin y sus lugartenientes complicaba la cooperación con otras fuerzas antisoviéticas y con su propia base cosaca. Denikin mantuvo una mala relación con la menchevique Georgia, al sur, caracterizada por las escaramuzas fronterizas y, en ocasiones, combates a gran escala. Ucrania, que llegó a suponer la mitad de los más de cuarenta millones de habitantes bajo control del Gobierno de Denikin, era políticamente hostil a su nacionalismo ruso. Los «blancos» fracasaron —como los demás contendientes— en movilizar a su favor a la población ucraniana, agotada por años de guerra civil con numerosos bandos. Denikin mantuvo las hostilidades contra Symon Petliura a pesar de que este enfrentamiento detraía tropas de los demás frentes. A Pavló Skoropadski le consideró un traidor por sus acuerdos con los alemanes y la declaración de independencia de Rusia. Tampoco pudo contar con el apoyo de Polonia, a la que preocupaba el nacionalismo del movimiento; durante la decisiva ofensiva contra Moscú del otoño de 1919, el frente suroeste polaco se mantuvo inactivo sin que las fuerzas de Pilsudski hostigasen a los bolcheviques, como le hubiese convenido a Denikin. El movimiento perdió también el respaldo de la población judía; el movimiento era antisemita y cometió numerosas atrocidades de las que fueron víctimas decenas de miles de judíos —atrocidades cometidas también por el resto de bandos que operaban en Ucrania, algo menores en el caso de las unidades soviéticas—. Las relaciones con las nuevas repúblicas caucásicas fueron tensas y no desembocaron en un enfrentamiento armado únicamente gracias a la mediación británica. Daguestán se sublevó el agosto de 1919 y se necesitaron tropas del frente para enfrentarse a las tribus musulmanas alzadas. La crisis económica en el sur, que Denikin no supo atajar, tampoco favoreció que la población percibiese a su Gobierno como una mejor alternativa económica a Lenin; el movimiento no afrontó seriamente la penuria económica, ni fomentó el comercio exterior ni trató de poner fin a la importante inflación.
El mayor fracaso político «blanco», no obstante, fue el no obtener el respaldo del campesinado. No solo el abastecimiento de las tropas a costa de la población campesina fomentó la hostilidad de esta; los campesinos asociaban a Denikin con la vuelta de los terratenientes, a pesar de sus tibios intentos de reforma agraria, entorpecidos por sus propios asesores y los conservadores funcionarios locales. El propio Denikin tuvo que rechazar la propuesta de la comisión encargada de redactar un borrador de reforma agraria por excesivamente conservador. Los intereses de muchos de sus partidarios más influyentes, terratenientes o familiares de terratenientes, impedían aprobar reformas más radicales. Sus intentos de última hora para ganarse el favor de los labradores fueron tardíos e infructuosos. En las disputas entre cosacos y no cosacos (inogoródniye) en las regiones cosacas, los dirigentes del Ejército tomaron partido sistemáticamente por los primeros. El movimiento carecía de un programa alternativo al de los bolcheviques que pudiese atraer a la población. Los objetivos que Denikin proclamó el 5 de abril de 1919 por iniciativa de los británicos, relativamente reformistas, no se correspondían con los actos de sus subordinados. A pesar de que él mismo no fuese favorable a la restauración monárquica o a la reacción, sus consejeros más cercanos, tanto políticos como militares, eran mucho más conservadores y el régimen daba una clara sensación de tender a la restauración del antiguo régimen. Sus órdenes contra la restauración de los terratenientes con ayuda de las tropas fueron desobedecidas.
El movimiento no logró tampoco atraer al proletariado de las zonas bajo su control; el nivel de vida de los obreros no mejoró con la expulsión de los bolcheviques, muchas fábricas continuaron cerradas y el desempleo era amplio. Los sindicatos y los partidos socialistas no bolcheviques tampoco disfrutaban de libertades y se hallaban en una situación de pseudoclandestinidad. Dada además la general simpatía de los militares con los industriales frente al proletariado, la actitud general de este frente a Denikin y sus partidarios fue de hostilidad. Los intentos de crear sindicatos afines a los «blancos» fracasaron.
Denikin no solo fue incapaz de aplicar reformas políticas que asegurasen un gobierno representativo o una cierta reforma social, sino que tampoco fue capaz de animar a la población mediante promesas; su servicio de propaganda era mucho menor y de peor calidad que el de sus enemigos, y rara vez alcanzaba al campesinado.
Si el Gobierno central del movimiento era conservador, ineficiente y formado por una serie de sucesivas juntas de nombre diverso, la administración local era prácticamente inexistente. Denikin se quejaba de la falta de personal pero, a la vez, se mostraba contrario a cooperar con la intelectualidad, en parte socialista. Esta posición lo obligaba a apoyarse en los kadetes y otras fuerzas de derecha, muy escasas en la zona. El corto tiempo en el que algunas provincias estuvieron bajo su control y el complicado carácter de algunas de ellas, que dificultó su gestión por otros bandos también, complicó asimismo el establecimiento de una administración eficiente. El Gobierno local quedó a menudo en manos de oficiales reaccionarios que trataban brutalmente a la población; Denikin, más liberal que la mayoría de los oficiales de su ejército, trató tímidamente de acabar con los abusos, pero no se atrevió a relevar a los mandos que los permitían, ya que vencían en el frente. Las propuestas para separar la administración civil de la militar no se aplicaron.
En la práctica, el régimen era una dictadura militar que dominaban los oficiales, hostiles a los políticos, a los que relegaron a un papel secundario. Las zonas de retaguardia, por su parte, sufrieron el caos, la corrupción y la especulación causados por las tropas que el íntegro Denikin trató de eliminar en vano.

### Retirada

Máximo avance de las fuerzas de Denikin en la ofensiva de otoño contra Moscú. El ataque, al principio victorioso, fue detenido en Oriol y el desorden de la retaguardia causó una rápida retirada.

Lejos de sus bases de suministros, cansadas por el continuo avance a marchas forzadas, minada su moral por la propaganda soviética y sin el apoyo masivo que esperaban de la población del territorio que iban ganando, las fuerzas de Denikin no pudieron resistir el contraataque soviético. Los saqueos y desmanes de las tropas cosacas contra los campesinos fueron una de las causas principales de que gran parte de la población de la Rusia central acabase respaldando a los soviéticos. Con su retaguardia en completo desorden, solo ocasionalmente lograron ofrecer una resistencia eficaz, desorganizándose mientras perdían terreno.
La nueva caballería soviética al mando de Semión Budionni batió a los cosacos en dirección a Vorónezh el 19 de octubre. Esta cayó en manos de los soviéticos el 24 de octubre. Budionni había desobedecido sus órdenes de dirigirse al Don para acudir a Vorónezh y derrotar a la caballería blanca de Shkuró y Mámontov. La ciudad era un punto estratégico importante: capital provincial y destacado nudo ferroviario, controlaba los vados del alto Don y unía al Ejército del Don con el de Voluntarios. Tras tomar Kastórnoie después de encarnizados combates el 15 de noviembre, los soviéticos amenazaron con rodear a la vanguardia de Denikin y forzaron definitivamente su retirada. Las fuerzas de Denikin comenzaron a mostrar desmoralización y a acelerar la retirada después de tres semanas de intensos combates. La ofensiva contra Moscú había fracasado y con ella la última amenaza seria al núcleo de poder soviético. La superioridad en hombres y material de los soviéticos favoreció la victoria en el frente, pero fue el caos en la retaguardia lo que causó la veloz retirada del enemigo.
Las fuerzas «blancas» en retirada sufrían continuas emboscadas de las unidades de Majnó —que a comienzos de octubre había cruzado el Dniéper hacia el Don y desbaratado las comunicaciones «blancas» alrededor de Ekaterinoslav—, de Petliura y de los partisanos prosoviéticos; a finales de mes les llegó además la noticia del fin del apoyo material británico. Junto con la noticia de la derrota de Kolchak, esto hundió la moral de las tropas, que desertaron en gran cantidad.
La nueva y poderosa caballería soviética, formada en su mayoría por veteranos de la caballería de la guerra mundial y cosacos, aceleró la retirada «blanca»; la principal arma de Denikin, que los soviéticos habían tardado en adoptar, sirvió entonces para garantizar su rápida derrota. Denikin trató en vano de concentrar tres grandes cuerpos de caballería al noreste de Járkov para detener el avance «rojo», pero las unidades soviéticas barrieron estas fuerzas; a finales de diciembre, el general Ulagái, que había relevado al popular Mámontov al frente de las fuerzas cosacas para disgusto de estas, informaba de que ya no contaban con unidades significativas de caballería. Denikin sustituyó además a Mai-Mayevski por Wrangel a comienzos de diciembre, pero este no logró detener el avance de Budionni, aunque sí evitar que este último rodease sus fuerzas antes de cruzar el Don. Denikin relevó a Wrangel el 3 de enero de 1920.
Aunque las tropas «blancas» lograron cruzar el Don y evitar a la caballería soviética gracias a una providencial helada del río que más tarde se fundió y bloqueó a los perseguidores, el territorio bajo su control se redujo constantemente a finales de 1919 y comienzos de 1920. Loa «blancos» perdieron Járkov el 12 de diciembre, Kiev, el 16 de diciembre, Tsaritsyn, el 3 de enero, y Rostov y Novocherkask, el 7 de enero. Para entonces habían abandonado todas las tierras conquistadas durante las campañas de 1919.

## La pérdida del Don y del Kubán y el relevo de Denikin
El primer intento soviético de cruzar el Don el 17 de enero resultó un fracaso que se saldó con gran número de bajas. Ambos bandos sufrían de tifus y, aunque teóricamente las tropas soviéticas eran mucho más numerosas que las de sus enemigos, las desplegadas efectivamente en el frente no lo eran tanto. Su posición, alejada de los territorios centrales soviéticos y con largas líneas de abastecimiento, era delicada tras los rápidos avances durante el invierno. Denikin, sin embargo, no pudo reavivar el entusiasmo guerrero de los cosacos del Kubán para decantar los combates a su favor, a pesar de sus numerosos esfuerzos.
Sus intentos de reforma, que incluyeron gestos para asegurar la benevolencia y apoyo de los cosacos, fracasaron. El nuevo Ejército del Kubán, al mando de Shkuró, se desintegraba y surgieron bandas armadas de desertores en la retaguardia. Estas, que contaban con la ayuda de Georgia, llegaron a controlar la costa desde la frontera georgiana hasta Novorosíisk y a poner en peligro el repliegue «blanco». El ánimo de las tropas que defendían el escaso territorio empeoraba con las noticias sobre los reveses en los otros frentes: el general Nikolái Yudénich quedó internado en Estonia; Kolchak fue fusilado a comienzos de febrero, al tiempo que se perdía Odesa; a finales de mes, los soviéticos ocuparon Arcángel. El apoyo aliado se desvanecía; en enero se levantó el bloqueo a Rusia y en febrero los Aliados recomendaron a los Estados periféricos que se entendiesen con los soviéticos. La crisis en el mando regional soviético acabó a comienzos de febrero con el nombramiento del joven Mijaíl Tujachevski, veterano de la campaña contra Kolchak.
Denikin logró retomar Rostov el 20 de febrero en un intento de contraatacar a través del Don, pero la maniobra tuvo que abandonarse ante el avance soviético por el flanco a lo largo del ferrocarril Tsaritsyn-Ekaterinodar hacia el núcleo de la región del Kubán. Denikin trató de atacar la retaguardia soviética mediante el envío del II y IV cuerpos del Don, unidades de caballería que avanzaron a marchas forzadas a través de la gélida estepa. Tras perder cerca de la mitad de sus efectivos, alcanzaron Egorlýkskaia, donde resultaron vencidas en una serie de confusos combates. La derrota forzó al abandono de Rostov y de la línea del Don, pero ello no sirvió para estabilizar el frente; el 1 de marzo, Denikin perdió Bataisk y el 7, Tijorétskaia, importantes nudos ferroviarios. Evacuó Ekaterinodar el 17 de marzo y la retirada se transformó en una desbandada de decenas de miles de civiles y tropas que huyeron hacia el mar.
Los británicos suministraron buques para evacuar a una parte de las tropas a Crimea, controlada por el general Slaschiov, y desembarcaron un batallón para cubrir la maniobra. En total, unos treinta y cuatro mil soldados (diecinueve mil trescientos del Ejército de Voluntarios y once mil quinientos del más numeroso Ejército del Don) se trasladaron a Crimea; algunos otros lograron pasar en barcos rusos, recogidos a lo largo de la costa del mar Negro, pero veintidós mil fueron capturados en Novorosíisk y sesenta mil se rindieron a finales de abril en Sochi. La operación fue caótica. La debilidad «blanca« había servido para mejorar las relaciones entre Denikin y los georgianos en los últimos meses antes de la evacuación, que le entregaron armamento y permitieron la entrada en su territorio de sus unidades perseguidas por los soviéticos. El Ejército del Cáucaso, aislado del resto de las fuerzas de Denikin por el avance soviético, pactó el cruce a Georgia, aunque el Gobierno de Tiflis desarmó a sus soldados.
La retirada hundió el prestigio de Denikin; aunque Wrangel no había conseguido derrocarlo por falta de apoyo en enero y había tenido que exiliarse junto con otros generales destituidos por aquel, la evacuación puso fin a su liderazgo. Tras ciertas dificultades para elegir un sucesor, los oficiales se decidieron por llamar de nuevo a Wrangel.

## La campaña de Crimea y el exilio

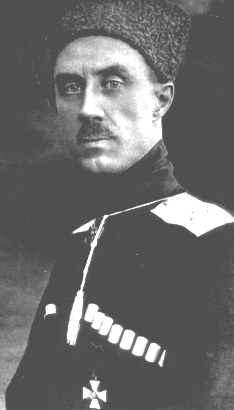
El barón Piotr Wrangel, sucesor de Antón Denikin al frente del Ejército de Voluntarios, dirigió las últimas operaciones del mismo antes de su evacuación de Rusia a finales de 1920.

Tras el relevo de Denikin al frente del Ejército y el regreso del exilio de Wrangel en Constantinopla en abril, este, alto oficial y miembro de la nobleza que había ascendido en el cuerpo de guardias imperiales, tomó el mando. Wrangel declaró inmediatamente que su plan para vencer a los soviéticos no era exclusivamente militar, sino también político, dándose cuenta de la importancia de este aspecto, secundario para su antecesor. Consciente de la necesidad de acabar con la imagen de defensor del antiguo régimen, admitía la necesidad de reformas que le granjeasen a su movimiento el apoyo del campesinado, los trabajadores y las minorías: «aplicar políticas izquierdistas por personas de derechas». Su aplicación, en numerosas ocasiones por parte de destacados miembros del antiguo régimen del que pretendía distanciarse, fue, sin embargo, un fracaso y, en palabras de Pável Miliukov «un torpe intento de engañar al mundo con terminología liberal». La persecución de opositores, tanto socialistas como liberales, supuestos o reales, no cesó. El último ministro zarista de Agricultura, Krivoshéin, quedó al cargo de Interior, llenándose la policía de antiguos oficiales zaristas que desencadenaron una «caza de brujas», represalias contra el campesinado y a menudo se lucraron en sus puestos. La cercanía del frente sirvió de excusa para el terror del régimen, que encerró y ejecutó a cientos de campesinos y trabajadores. Las tropas, comportándose frecuentemente como si se hallasen en territorio ocupado, saquearon a la población, lo que empeoró la relación entre esta y el movimiento. Apreciando la importancia de la cuestión agraria, Wrangel trató de aclarar la postura del movimiento y ganarse el favor de los campesinos mediante la promulgación de una ley de reforma el 25 de mayo de 1920; redactada, sin embargo, por miembros de la clase terrateniente, fue claramente insuficiente para lograr su objetivo. El resultado fue la indiferencia y la hostilidad campesina hacia Wrangel.

Últimas operaciones soviéticas contra el Ejército de Voluntarios en Crimea.

Militarmente Wrangel tuvo que lidiar con la creciente inquietud de los cosacos, deseosos de volver a sus territorios incluso a cambio de pactar con los soviéticos, y descartar al comienzo una ofensiva que los británicos no respaldaban. Con gran esfuerzo, supo recomponer las unidades evacuadas del Kubán y volver a formar una fuerza de combate eficiente, en ocasiones mediante medidas draconianas. En junio contaba con unos treinta o treinta y cinco mil soldados. El ejército cambió nuevamente de nombre: Wrangel lo llamó simplemente «Ejército ruso».
Su posición era fuerte gracias a la dificultad de asaltar Crimea —casi una isla separada del continente por el estrecho istmo de Perekop—, la ausencia de una flota soviética que pudiese competir con la «blanca» y la aliada, y la insurgencia en la retaguardia del enemigo, que privaba a este de una base sólida desde la que preparar la embestida contra la península. La aceptación de la mediación británica el 5 de mayo hizo que se aplazasen los planes soviéticos de ataque contra Crimea y que únicamente un débil ejército, el 13.º, cubriese el acceso a ella.

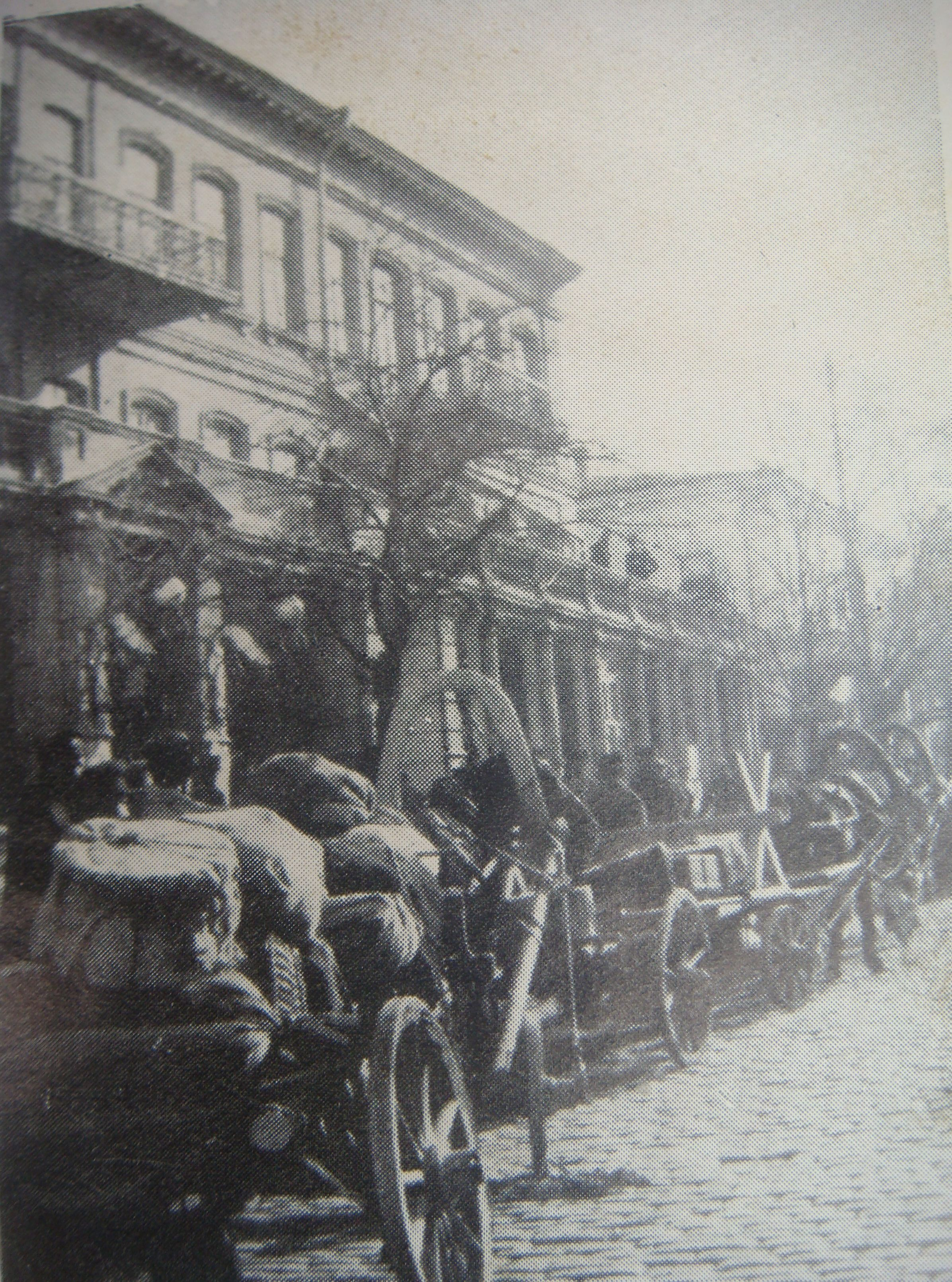
Imagen de la evacuación de Crimea en noviembre de 1920.

El ataque polaco a los soviéticos le dio a Wrangel la oportunidad que necesitaba para atacar e hizo el frente crimeo secundario para Moscú. El conflicto con los polacos impidió al Gobierno concentrar sus fuerzas contra Wrangel hasta finales de noviembre, a pesar de que ya desde el verano deseaban hacerlo. Wrangel desembarcó tropas en la costa del mar de Azov el 6 de junio y formó una zona bajo su control al norte de Crimea que sirvió en parte para alimentar a la crecida población concentrada en la península. Debía mantener a cincuenta mil soldados y cerca de un millón de refugiados. Por añadidura, la defensa de la península se veía dificultada por el abandono de la mayoría del armamento pesado en la precipitada evacuación del Kubán en la primavera. Sin embargo, derrotó a las fuerzas enviadas a recuperar la región a finales de junio. A continuación, Wrangel trató de retomar el Kubán, que intentó que volviese a ser el centro de su movimiento. Los siete mil hombres del general cosaco Ulagái, acompañados por numerosos refugiados que deseaban volver a su tierra, desembarcaron en la costa del Kubán el 13 de agosto. Ulagái logró tomar Timoshévskaia el 18 y los soviéticos, alarmados, evacuaron Ekaterinodar; el general titubeó entonces, no avanzó y perdió la oportunidad de tomar la ciudad y unir sus fuerzas a las de las guerrillas antisoviéticas que operaban más al sur. La indecisión permitió a los soviéticos agrupar sus fuerzas, más numerosas, y expulsarlo de la región; Ulagái regresó a Crimea el 7 de septiembre. Si bien trajo consigo más tropas que las que había llevado, Wrangel perdió las que había enviado simultáneamente al Don, que fueron aniquiladas casi totalmente.
Wrangel ayudó indirectamente a los polacos al forzar a los soviéticos a desviar parte de sus fuerzas al sur y a los territorios cosacos para evitar una posible rebelión, aunque no logró tomar contacto con las unidades polacas por su rápida retirada. A su vez, logró el apoyo francés, tanto en abastecimiento como en apoyo de su flota; el 10 de agosto, con los soviéticos a las puertas de Varsovia, el Gobierno francés reconoció al de Wrangel como Gobierno de facto de Rusia. El Reino Unido, por el contrario, cesó su apoyo tras retomar Wrangel el ataque a los soviéticos, que hizo que fracasase la mediación británica ante el Gobierno de Moscú en nombre de los «blancos».
Los intentos de Wrangel de avanzar hacia el norte fracasaron en agosto y septiembre, pese a los éxitos puntuales; sus unidades campesinas se dispersaron para atender a la cosecha. No logró tomar contacto con las fuerzas polacas. Mantuvo, sin embargo, la iniciativa en los combates; alcanzó Aleksándrovsk, Mariúpol y amenazó el Donbáss. En octubre, una vez terminada la guerra con Polonia, los soviéticos pudieron concentrar sus fuerzas contra Wrangel. Frunze recibió el mando de la campaña y comenzó lentamente a reunir las unidades necesarias para acabar definitivamente con él.
Un último ataque «blanco», lanzado en el Dniéper el 6 de octubre, acabó con una rápida retirada en menos de una semana. Los ciento treinta y siete mil soldados soviéticos —distribuidos en cinco ejércitos— forzaron la evacuación del territorio tomado en el verano en seis días con su ofensiva del 28 de octubre, en la que se enfrentaron a treinta mil hombres de Wrangel. El peso de los combates recayó en las unidades de Néstor Majnó que, a pesar de ello, Trotski pronto comenzó a perseguir. Los soviéticos desataron una ofensiva que aplastó a las fuerzas de Wrangel al norte de la península y le obligaron a regresar a Crimea. A pesar de no lograr rodear a las mejores unidades de Wrangel, los soviéticos habían eliminado a una parte sustancial de las fuerzas enemigas y complicado la defensa del istmo que daba acceso a la península.
Wrangel fortificó entonces el acceso a Crimea a la vez que preparaba su evacuación. El 7 de noviembre, aniversario de la Revolución de Octubre, los soviéticos atacaron las líneas de defensa del istmo; tras enconados combates, lograron quebrar las defensas y penetrar en Crimea el 11. El embarque en varios puertos comenzó el 10 de noviembre, que dio paso a un proceso notablemente bien organizado, a diferencia de la retirada de Kubán en marzo. Las tropas, retirándose ordenadamente, cubrieron el paso de cerca de ciento cuarenta y ses mil refugiados en ciento veintiséis barcos rusos, británicos y franceses que los trasladaron a Constantinopla. Los soviéticos engañaron a cientos de oficiales «blancos» para permanecer en Crimea ofreciendo una amnistía en nombre del general Alekséi Brusílov, para ejecutarlos a continuación.

## Antisemitismo
El servicio de propaganda del Ejército Voluntario, el Osvag, afirmaba que "los judíos deben pagar por todo: por las revoluciones de febrero y octubre, por el bolchevismo y por los campesinos que les quitaron sus tierras a los propietarios. "La organización también reeditó Los protocolos de los sabios de Sion.
Aunque las tropas de Denikin fueron responsables de sólo el 17,2% de los pogromos, según el historiador Nicolas Werth (la mayoría de los cuales fueron llevados a cabo por nacionalistas ucranianos o ejércitos rebeldes no afiliados a ninguno de los dos bandos), los oficiales "blancos" elogiaron a los soldados que cometieron crímenes antisemitas, algunos de los cuales incluso recibieron bonificaciones.
El Ejército de Voluntarios se ha beneficiado, sin embargo, de la financiación de judíos ricos: el banquero Abraham Halperin pagó 800.000 rublos al cosaco atamán Alexei Kaledin. El líder sionista Daniel Pasmanik, presidente de la Unión de Comunidades Judías de Crimea, pidió "inclinarse en oración ante el Ejército Blanco" por su "lucha abnegada contra los bolcheviques". En el extranjero, las masacres antisemitas preocupaban a los donantes europeos y americanos. Winston Churchill pidió a Denikin que "impidiera la matanza de judíos en los distritos controlados por su ejército". Churchill, sin embargo, no se atrevió a enfrentarse a sus oficiales y se conformó con vagas condenas formales.